# Agapetes oblonga
Agapetes oblonga är en ljungväxtart som beskrevs av William Grant Craib. Agapetes oblonga ingår i släktet Agapetes och familjen ljungväxter. Inga underarter finns listade i Catalogue of Life.